# Anomaloglossus triunfo
Anomaloglossus triunfo (Barrio-Amorós, Fuentes & Rivas, 2004) è un anfibio anuro, appartenente alla famiglia degli Aromobatidi.

## Etimologia
L'epiteto specifico si riferisce a Triunfo, una località dove l'autore senior ha compiuto una missione di studio sull'erpetofauna della zona di Supamo.

## Distribuzione e habitat
È endemica dello stato di Bolívar in Venezuela, dove si trova sulla cima del Cerro Santa Rosa nella Serranía del Supamo.